# Veratrum tonussii
Veratrum tonussii är en nysrotsväxtart som beskrevs av Poldini. Veratrum tonussii ingår i släktet nysrötter, och familjen nysrotsväxter. Inga underarter finns listade.